# Pterobryella longifrons
Pterobryella longifrons là một loài Rêu trong họ Pterobryaceae. Loài này được (Müll. Hal.) A. Jaeger miêu tả khoa học đầu tiên năm 1877.